# George Foot Moore
George Foot Moore (* 15. Oktober 1851 in West Chester, Pennsylvania; † 16. Mai 1931 in Cambridge, Massachusetts) war ein US-amerikanischer Theologe, Religionshistoriker und Judaist an der Harvard University.

## Leben
Moore erwarb 1872 an der Yale University einen Bachelor und studierte anschließend – neben einer Tätigkeit als Lehrer – am Union Theological Seminary in New York Theologie. Nachdem er 1878 als presbyterianischer Geistlicher ordiniert worden war, betreute er bis 1883 eine Gemeinde in Zanesville, Ohio.
Ab 1883 hatte Moore eine Professur für hebräische Sprache und Literatur am Andover Theological Seminary inne, dem er von 1899 bis 1901 als Präsident vorstand. 1902 erhielt er eine Professur für Theologie an der Harvard University. 1904 wurde er Frothingham Professor für Religionsgeschichte, eine Stellung, die er bis zu seinem Ruhestand 1928 behielt. Sein Nachfolger wurde Arthur Darby Nock. 1909/1910 hatte Moore eine Gastprofessur an der Universität zu Berlin. Harry Austryn Wolfson zählte zu seinen Schülern.
George F. More befasste sich insbesondere mit dem Hexateuch und dem Buch der Richter. Er galt als Experte für die hebräische Bibel und die Geschichte des Judentums. Sein dreibändiges Monumentalwerk Judaism in the First Centuries of the Christian Era galt insofern als wegweisend, als es nicht versuchte, jüdische Quellen aus einer (späteren) christlichen Perspektive zu interpretieren. Von 1908 bis 1914 und von 1921 bis 1931 war Moore Herausgeber des Harvard Theological Review, von 1889 bis 1894 des Journal of Biblical Literature und von 1896 bis 1899 des Journal of the American Oriental Society.
1906 wurde Moore in die American Academy of Arts and Sciences gewählt, deren Präsident er von 1921 bis 1924 war, 1920 in die American Philosophical Society. Er hielt Ehrendoktorate  folgender Universitäten: Marietta College (1885), Yale University (1897), Universität Göttingen (1909), Western Reserve University (1903), Harvard University (1906), Hebrew Union College (1925), Jewish Institute of Religion (1927), Jewish Theological Seminary (1930). Er war von 1911 bis 1913 Präsident der American Oriental Society und von 1935 bis 1927 Präsident der Massachusetts Historical Society.
George Foot Moore war seit 1878 mit Mary Soper Hanford († 1924) verheiratet; das Paar hatte zwei Söhne, von denen einer schon im Kindesalter verstarb.